# Jennifer Kessy
Jennifer «Jen» Anne Kessy (31 de juliol de 1977) és una jugadora de voleibol de platja dels Estats Units.

## Primers anys
Va créixer a Southern Califòrnia, Jen va destacar en diversos esports. A l'escola secundària, va ser la jugadora més valuosa de l'equip de natació i jugadora més valuosa i capitana de l'equip de Voleibol en el seu últim any. El 1994, es va graduar a l'escola secundària Dana Hills High School a Dana Point, Califòrnia.

## Universitat
Kessy va continuar la seva gran carrera atlètica mentre assistia a la Universitat del Sud de Califòrnia (USC). Ella era membre de l'equip de voleibol durant els quatre anys (1995-1998). A més, va ser membre de l'Equip Nacional Juvenil dels EUA Jen es va graduar de la USC amb una llicenciatura en història.

## Carrera professional
Va signar un contracte de sis mesos per al voltant de $25.000, Jen va jugar professionalment sota Gido Vermeulen (entrenador de Països Baixos) i Christine Masel (assistent de la Universitat DePaul i la Universitat d'Illinois) els entrenadors pel Thunder Chicago, qui va acabar segon per darrere (10-8) en l'USPV en 2002. Al novembre de 2002 amb el tancament de la USPV, va signar un contracte amb Pinkin de Corozal en l'Humacao, Puerto Rico per a la temporada 2003 i va acabar sisè en general dels punts de la FAVI.
Kessy va competir amb Barbra Fontana olímpica en 2004 i medallista de bronze olímpic i el tres vegades olímpic Holly McPeak, l'any 2005.
Va començar a trabjar en equip amb la seva companya d'USC Trojan, April Ross el 2007, el tàndem s'ha convertit en un dels duos més reeixits del món. El 4 de juliol de 2009, Kessy i Ross van guanyar el Campionat Mundial de la FIVB en Stavanger, Noruega va derrotar a les brasileres Juliana Felisberta i Larissa Franca.
A partir d'abril de 2012, Kessy té deu títols AVP i nou FIVB i va acabar al lloc 1.er lloc en general, així com més d'1.223.635 dòlars en premis.